# Peter Kiesewetter
Peter Kiesewetter (* 1. Mai 1945 in Marktheidenfeld; † 3. Dezember 2012) war ein deutscher Komponist.

## Leben
Kiesewetter studierte ab 1966 Komposition bei Günter Bialas an der Musikhochschule München, der er anschließend als Dozent für Musiktheorie, Gehörbildung und Formenlehre verbunden blieb. Parallel studierte er Musikwissenschaft und arbeitete als Journalist, u. a. als Juror für den Preis der deutschen Schallplattenkritik. Als freier Mitarbeiter des Bayerischen Rundfunks komponierte er die Musik zu zahlreichen Feature- und Hörspielproduktionen des Schulfunks.
Ein Aufenthalt in Israel 1991 wurde zum Schlüsselerlebnis für Kiesewetter und prägte sein weiteres Schaffen. Viele seiner Stücke tragen Titel in hebräischer Sprache.
Als Dozent für Komposition wirkte Peter Kiesewetter zunächst am Richard-Strauss-Konservatorium München; 1991 wurde er Honorarprofessor für Komposition an der Münchner Musikhochschule, 1992 Professor an der Musikhochschule Hannover. Aufgrund einer schweren Krankheit musste er seine Lehrtätigkeit aufgeben.

## Ehrungen, Mitgliedschaften
- 1983, 1984/85 Stipendium der Villa Massimo, Rom
- 1990: Schwabinger Kunstpreis
- 2003 Gerda-und-Günter-Bialas-Preis der GEMA-Stiftung
- 2004 Ordentliches Mitglied der Bayerischen Akademie der Schönen Künste

## Kompositionen (Auswahl)

### Orchesterwerke
- Purgatorio (Sinfonie Nr. 1, op. 50): siehe unter Vokalkompositionen
- Sinfonie Nr. 2. UA (1990er Jahre?) in Tel Aviv (Kibbutz Chamber Orchestra, Dirigent: Lior Shambadal [*1950])
- Balajla (1998) für Oboe d’amore und 14 Streicher (8.0.3.2.1)
- Canti Zoppi - Habanera (op.30c, 1999/2000, nach Domenico de’ Giovanni) für Salonorchester
- Prometeo (piccola mitologia per gran orchestra, op. 87), Aufnahme 2002 (BR-Schulfunk)

### Vokalkompositionen
- Tagelieder (op. 14; 1982) für Sopran, Horn und Klavier. Texte: Diepold von Hohenburg, Wolfram von Eschenbach. UA 4. März 1982 Nürnberg (Adelheid Maria Thanner [Sopran], Wilfried Krüger [Horn], Peter Kiesewetter [Klavier]). – Neufassung (1985). UA 14. März 1992 Nürnberg (Tafelhalle; Pegnitzschäfer-Klangkonzepte)
- Genesis. Szenisches Oratorium, opus 16. Auftragswerk für das Südostbayerische Städtetheater Passau. Uraufführung am 3. Mai 1983 zur Wiedereröffnung nach einer Renovierung
- Canti Zoppi (op.30, 1999/2000, nach Domenico de’ Giovanni)

- op.30a: Canti Zoppi für Sopran, Flöte und Klavier
- op.30b: Canti Zoppi für Sopran und Klavier

- Sancti Francisci Laudes Creaturarum (op. 45.)

- op.45a: für Sopran, obligate Viola und 22 Streicher (1991)
- op.45b: für Sopran, Viola und Orgel (2001)

- Fünf Lieder (op. 38) für gemischten Chor, Klarinette, Horn und Klavier (1988)
- Purgatorio (Sinfonie Nr. 1, op. 50). Texte: Michelangelo und Torquato Tasso. UA 1990 München (Musica viva). Aufnahme 1990 (Adelheid Maria Thanner [Sopran], Martin Haselböck [Orgel], Frauenchor des Bayerischen Rundfunks, Symphonieorchester des Bayerischen Rundfunks, Dirigentin: Alicja Mounk)
- Messe (op. 58) für vier- bis neunstimmigen gemischten Chor a cappella (1992–93), Kompositionsauftrag des Süddeutschen Rundfunks, UA 1993 beim Festival Europäischer Kirchenmusik in Schwäbisch Gmünd
- Musica Mariana (op. 59) für 4- bis 7-stimmigen gemischten Chor a cappella. Text: aus der lateinischen Bibel. UA 4. August 2001 Augsburg (Universität)

- 1. Ave Maria. Chor: SATBB
- 2. Magnificat. Chor: SATB
- 3. Sub tuum praesidium. Chor: SSATBBB

- Tefila Lemoshe (1994) für Sopran und Basszither. Text: Psalm 90 (hebräisch)
- Bereshit (op. 70; 1995/96). Azione sacra für Gesang, Sprecher, Zither, Schlagzeug und Viola. Texte: aus dem 1. Buch Mose. Aufnahme 2001 (Ensemble Bereshit: Adelheid Maria Thanner, Martina Koppelstetter [Gesang], Caroline Fink, Adelheid Maria Thanner, Peter Kiesewetter [Sprechstimmen], Georg Glasl, Leopold Hurt [Zither], Tobias Kästle, Rudolf Bauer [Schlagzeug], Kelvin Hawthorne, Gunter Pretzel [Viola])
- Der 104. Psalm (op.88, 2002) für 5-stimmigen gemischten Chor a cappella, UA 2003 Himmelfahrtskirche München-Sendling
- Der 36. Psalm (op.89, 2004) für Sopran und gemischten Chor, UA 2004 St.Bernhard Fürstenfeldbruck
- Exsultet, op.93 (2003) für Sopran und Orgel, UA Ostern 2003 St.Bernhard Fürstenfeldbruck
- Antigone, op.96 (2004) für Gesang und Klavier, UA 2004 Brecht-Literaturfest Abraxas Augsburg
- Trionfo della morte - Monumentum/Palimpsest, op.98 (2004) für Mezzosopran, Bariton, Viola, Harfe, Klavier, UA 2004 Bayerische Akademie der Schönen Künste München
- Vergine Bella, op.99 (2004) für Sopran, Laute und Orgel, UA 2004 Klosterkirche Fürstenfeld
- Hoho, lieber Hans, WoO/15 (1987, Text von Georg Forste) für 4-stimmigen Chor a cappella, UA 1987 München
- Christen, singt mit frohem Herzen, WoO/16 (1987, nach Michael Haydn) für 4-stimmigen gemischten Chor a cappella, UA 1987 München

### Kammermusik
- La Caccia für Schlagzeugquartett (1989). Aufnahme: Cabaza Percussion Quartet
- Bat-Kol (1990) für Flöte und Orgel
- Hed (1990)

- Fassung für Violine und Klavier (oder andere Duo-Besetzung)
- Fassung für Hackbrett-Quartett

- Shir (1990) für Viola
- Jeshimon (Wüste; nach 1991?) für Zither
- Shoshanim (1993)

- Fassung für Tenorhackbrett
- Fassung für Viola und Zither

- Shoshanim (1994)

- Fassung für Viola und Zither
- Fassung für Tenorhackbrett

- Bat-Kol (1994) für Flöte und Orgel
- Shalah – Nirga

- Fassung für Hackbrett und Hammerklavier (1995)
- Fassung für Tenorhackbrett und Klavier (2002)

- Gil (Freude) für Zither

- Band 1 (1994/95): Anschlag der rechten Hand. Spiel- und Konzertstücke für 1–4 Diskantzithern

- Auswahl aus Band 1:

- Konzertsuite Vineta (1994). Phantasiestücke für Alt- oder Diskantzither solo

Vineta – Im Nebel – Aus der Ferne – Fossilien – Erinnerung
- Konzertsuite La Batalla (1994). Spanische Miniaturen für 4 Diskantzithern

Don Quichote – Sancho Pansa – La Batalla
- Band 2 (1995/96): Erstes Greifen der linken Hand. Spiel- und Konzertstücke für 1–4 Diskantzithern

- Auswahl aus Band 1 und 2: Gil für Anfänger (1994–96)

- Labyrinth, op.71 (1995) für Harfe, Kontrabass und Schlagzeug. Aufnahme 2002 (Konstanze Licht, Axel Ruge, Tobias Kästle)
- Alla Ingharese… für Bläserquintett (1998; nach Beethovens Rondo Die Wut über den verlorenen Groschen [op. 129; ~1795/98])
- A Masque, op.77/2 (2000) für Nay und Kushnay (Flöte und Oboe)
- Excentriques, op.77/3 (2003) Bagatellen für Violine und Klavier
- Im Auge des Wirbelsturms, op.82 (1998) für Schlagzeugquartett. Aufnahme 1998 Cabaza Percussion Quartet
- Áristòn mèn hydor, op.92 (2002) nach Texten von Pindar für 4 Bässe und 4 Schlagzeuger
- Passatempo, op.94 (2003) für Klavier zu vier Händen, UA 2003 Braunschweig
- Sphinxes, op.100 (2005) für Klarinette, Klavier, Violine und Violoncello, UA 2005 Bluval-Festival Straubing

### Hörspielmusik
- zur Reihe Es war einmal – Märchen der Brüder Grimm (Produktion: Schulfunk des BR, 1995; Münchner Rundfunkorchester, Dirigent: Antony Beaumont; Sprecher: Rolf Illig [Erzähler], Leo Bardischewski, Richard Beek, David Bennent, Anne-Marie Bubke, Thomas Holtzmann, Karin Kernke, Helga Roloff, Siemen Rühaak, Helmut Stange, Jochen Striebeck, Rudolf Wessely u. a.)
- zu einer Szene aus Hanneles Himmelfahrt von Gerhart Hauptmann (Produktion: Schulfunk des BR, 1990er Jahre?)

## Schüler von Peter Kiesewetter
- Josef Hauber (* 1944)
- Nikolaus Brass (* 1949)
- Eberhard Adamzig (* 1950)
- Klaus K. Hübler (* 1956, † 4. März 2018)
- Magret Wolf (* 1960)
- Helga Pogatschar (* 1966)
- Jörg Duda (* 1968)
- Tobias Kästle (* 1968)
- Leopold Hurt (* 1979)